# Dhamaura
Dhamaura (nep. धमौरा) – gaun wikas samiti w środkowej części Nepalu w strefie Dźanakpur w dystrykcie Mahottari. Według nepalskiego spisu powszechnego z 2001 roku liczył on 2111 gospodarstw domowych i 12164 mieszkańców (5896 kobiet i 6268 mężczyzn).